# Zopfiella latipes
Zopfiella latipes är en svampart som först beskrevs av N. Lundq., och fick sitt nu gällande namn av Malloch & Cain 1971. Zopfiella latipes ingår i släktet Zopfiella och familjen Lasiosphaeriaceae.   Inga underarter finns listade i Catalogue of Life.